# Graphe orienté

Un graphe orienté.
(Figure 1)

Dans la théorie des graphes, un graphe orienté {\displaystyle G=(E,A)} est un couple formé de {\displaystyle E} un ensemble, appelé ensemble de nœuds et {\displaystyle A} une partie de {\displaystyle E\times E} appelée ensemble d'arêtes. Les arêtes sont alors nommées arcs, chaque arête étant un couple de noeuds, représenté par une flèche.

## Définitions
- Étant donné un arc {\displaystyle (x,y)}, on dit que {\displaystyle x} est l'origine (ou la source ou le départ ou le début) de {\displaystyle (x,y)} et que {\displaystyle y} est  la cible (ou l'arrivée ou la fin) de {\displaystyle (x,y)}.
- Le demi-degré extérieur (degré sortant) d'un nœud, noté {\displaystyle d^{+}(x)}, est le nombre d'arcs ayant ce nœud pour origine.
- Le demi-degré intérieur (degré entrant) d'un nœud, noté {\displaystyle d^{-}(x)}, est le nombre d'arcs ayant ce nœud pour cible.
- Chaque arc ayant une seule origine et une seule cible, le graphe comporte autant de degrés sortants que de degrés entrants :  {\displaystyle \sum _{x\in E}d^{+}(x)=\sum _{x\in E}d^{-}(x)=Card(A)}.
- {\displaystyle x_{1}x_{2},x_{2}x_{3},\cdots ,x_{n-1}x_{n}} est un chemin si et seulement si {\displaystyle \forall p\in \{1,2,\cdots ,n-1\},(x_{p},x_{p+1})} est un arc ; on dit que le chemin est élémentaire si tous les {\displaystyle x_{i}} sont distincts.
- le chemin {\displaystyle x_{1}x_{2},x_{2}x_{3},\cdots ,x_{n-1}x_{n}} est un circuit si et seulement si {\displaystyle x_{n}=x_{1}}, autremnent écrit quand le nœud de début du chemin est également sa fin.
- le graphe {\displaystyle G'=(E',A')} est un sous-graphe du graphe orienté {\displaystyle G=(E,A)} si et seulement si {\displaystyle G} contient {\displaystyle G'}. Plus précisément, {\displaystyle G'\subseteq G} si et seulement si {\displaystyle E'\subseteq E} et {\displaystyle A'\subseteq \{(x,y)\in A\mid x\in E'\wedge y\in E'\}}.

- Le graphe transposé {\displaystyle G^{T}} d'un graphe orienté {\displaystyle G=(E,A)} est obtenu en conservant tous les nœuds de {\displaystyle E} et en inversant tous les arcs de {\displaystyle A}. Autrement dit, {\displaystyle G^{T}=(E,A^{T})} avec {\displaystyle A^{T}=\{(y,x)\mid (x,y)\in A\}}. On parle aussi de graphe inverse[1].
- Une chaîne[2] est une séquence de noeuds {\displaystyle x_{1},x_{2},...} telle que {\displaystyle (x_{i-1},x_{i})\in A{\text{ ou }}(x_{i},x_{i-1})\in A}[3].

## Exemples relatifs aux figures 1 et 2

, un sous-graphe du graphe.
(Figure 2)

- le graphe dessiné dans la figure 1 est défini par {\displaystyle E=\{1,2,3,4\}} et  par{\displaystyle A=\{(1,2),(1,3),(3,2),(3,4),(4,3)\}}.
- le degré sortant {\displaystyle d^{+}(1)=2}. Deux arcs ont pour origine le nœud {\displaystyle 1}.
- le degré entrant {\displaystyle d^{-}(1)=0}. Aucun arc n'a pour cible le nœud {\displaystyle 1}.
- {\displaystyle 1,3,2} est un chemin du graphe {\displaystyle G} (puisque {\displaystyle (1,3)} et {\displaystyle (3,2)} appartiennent à {\displaystyle A}) .
- {\displaystyle 3,4} est un circuit du graphe {\displaystyle G} (et c'est le seul circuit élémentaire si on l'identifie au circuit {\displaystyle (4,3)}), car les arcs {\displaystyle (3,4)} et {\displaystyle (4,3)} appartiennent à {\displaystyle A}.
- {\displaystyle 4,3,1,2,3} est une chaîne de {\displaystyle G}.
- {\displaystyle G'=(\{1,2,3\},\{(1,3),(3,2)\})} est un sous-graphe de {\displaystyle G}.
- {\displaystyle G^{T}=(\{1,2,3,4\},\{(2,1),(3,1),(2,3),(4,3),(3,4)\})} est le transposé de {\displaystyle G}.

## Modélisation par graphes orientés
Les graphes orientés sont des modèles pour diverses situations. 
- Les systèmes routiers possédant des sens uniques, les systèmes de transport dissymétriques...
- Les graphes d'état mêlant transitions réversibles et irréversibles (exemple : les automates à états finis).
- Le flot de contrôle d'un programme.
- Les réseaux de flot sont des graphes orientés dont les arcs sont étiquetés par des capacités.